# Geert Groote
Geert Groote, o Geert De Groote, oppure Gerrit o Gerhard Groet (in latino Gerardus Magnus; Deventer, 1340 – Deventer, 20 agosto 1384), è stato un predicatore olandese del secolo XIV, fondatore dei Fratelli della Vita Comune.

## Biografia
Il padre aveva una buona posizione sociale in quanto era un ricco mercante per cui Geert Grote crebbe con un'eccellente cultura. Dopo aver compiuto gli studi primari nella sua città nativa, Geert andò, ancora quindicenne, a Parigi, dove divenne magister artium a 18 anni. Nel 1366, andò a Colonia e ad Avignone a svolgere una missione per la sua città.
Lo troviamo poi intorno al 1368-1371, godendosi due prebende. Portò avanti una vita di lussi e molto secolarizzata. Cominciò a riflettere sui pericoli di quella vita e su quelli della vanità quando incontrò un suo vecchio compagno di studi della Sorbona, Enrico Egher di Kalcar, priore della Certosa di Monnikhuizen vicino ad Arnhem. Geert Grote rinunciò a prebende, possedimenti e lussi, e si dedicò seriamente alla pratica della vita devota.
In quel periodo visitò a Groenendael il famoso asceta Jan van Ruisbroek, e si ritirò nel monastero di Monnikhuizen, dove passò tre anni in raccoglimento e preghiera. Da quest'esperienza di ritiro uscì intorno al 1379, diacono e con il permesso di predicare nella diocesi di Utrecht. Tale ministero gli attirò attorno giovani in gran numero. Occupò alcuni nel lavoro di trascrivere buoni libri, insegnò a tutti la pietà cristiana. Uno dei suoi discepoli, Fiorenzo Radewijn, gli suggerì un giorno l'idea di vivere insieme in povertà e preghiera. Nacquero così i Fratelli della Vita Comune.
I suoi attacchi al vizio, che non risparmiavano né preti né monaci, gli  procurano importanti opposizioni che culminarono nel ritiro della licenza di predicare. Si sottomise all'autorità del vescovo, ma si appellò al papa Urbano VI. Allora le sue comunità, che si erano sparse rapidamente in Olanda, chiesero e ottennero la sua attenzione. Contemplava di riorganizzare i suoi chierici in una comunità di canonici regolari, ma fu Radewyns, suo successore, che portò a termine questo lavoro due anni dopo a Windesheim.
Prima che arrivasse la risposta del Papa al suo appello, Geert Grote morì per il contagio della peste nell'assistenza ai malati. A Geert Grote la letteratura deve molto in generale, sia per la diffusione del sapere sia per lo sviluppo della lingua locale nei Paesi Bassi e in Germania. Tra le sue biografie, la Vita Gerardi Magni di Tommaso da Kempis è un punto di riferimento obbligato.